# متلازمة إبكس
متلازمة إبكس (بالإنجليزية: IPEX syndrome)‏ أو متلازمة الاعتلال المعوي واعتلال الغدد الصم المتعدد بخلل التنظيم المناعي المرتبط بالكروموسوم أكس (بالإنجليزية: immunodysregulation polyendocrinopathy enteropathy X-linked syndrome)‏ أو متلازمة كسلاد (بالإنجليزية: XLAAD)‏ أو خلل تنظيم المناعة الذاتية والحساسية المرتبط بالكروموسوم أكس (بالإنجليزية: X-linked autoimmunity and allergic dysregulation)‏ هو مرض نادر مرتبط باختلال وظيفي في عامل النسخ FOXP3، والذي يعد منظما رئيسيا في سلالة الخلية التائية التنظيمية. هذا يؤدي إلى خلل وظيفي في الخلية التائية التنظيمية وما يتبعها مما يتعلق بالمناعة الذاتية.
من علامات المرض اعتلال معوي والتهاب الجلد الصدفي أو الأكزيمي وأمراض الأظافر واعتلالات صماوية بالمناعة الذاتية (تتداخل مع متلازمة متعدد الغدد الصم بالمناعة الذاتية النوع الأول) وأمراض جلدية بالمناعة الذاتية مثل الثعلبة الشاملة والفقعان الفقاعي.
حدوث هذا المرض في سن مبكرة في الذكور يؤدي إلى زيادة في حجم الأعضاء اللمفاوية الثانوية وسكري النمط الأول وأكزيمة وحساسية الطعام والعدوى. إن لزراعة نخاع العظم نجاح محدود في علاج هذا المرض.

## الأعراض والعلامات
فيما يلي بعض أعراض وعلامات متلازمة إبكس: 
- اعتلال عقد لمفية
- الأكزيما
- قصور الغدة الدرقية
- إسهال

## علم الوراثة
توَرّث متلازمة إبكس عند الذكور بطريقة متنحية مرتبطة بالأكسجين، إذ أن جين «إف أو إكس بي 3»، الذي يكون موضعه الخلوي هو إكس بي 11.23 يشارك في آلية هذه الحالة.
غالبًا ما تؤدي طفرة «إف أو إكس بي 3» إلى وجود البروتين المعطل في مجال ربط الحمض النووي الذي يطلق عليه مجال «فورك هيد». لا يمكن أن يرتبط البروتين المعطل بمكان الربط الخاص به على الحمض النووي وبالتالي تفشل وظيفته المتعلقة بتطوير الخلايا الليمفاوية التنظيمية وضعف أداء وظيفتها. بالإضافة إلى غياب أو خلل في الخلايا التائية التنظيمية الذي يُعد سببًا لأعراض المناعة الذاتية.
تصف بيانات عام 2018 أكثر من 70 طفرة في جين «إف أو إكس بي 3» والتي تؤدي إلى متلازمة إبكس. ومع ذلك، يتغير هذا العدد باستمرار مع ظهور حالات واكتشافات جديدة. على سبيل المثال في عام 2010، كان هناك 20 طفرة معروفة فقط من «إف أو إكس بي 3» في الأدب الطبي.
تُعد آلية هذا المرض المناع الذاتي المسمى إبكس عبارة عن هجوم من جهاز المناعة في الجسم ضد أنسجة الجسم وأعضائه. يؤدي ظهور المرض في سن مبكرة عند الذكور إلى تضخم حاد في الأعضاء اللمفاوية الثانوية، ومرض السكري المعتمد على الأنسولين (النمط 1).